# Regino Díez Jalón
Regino Díez Jalón (nacido en Requena) es un viticultor y político valenciano. Descendiente de una familia proveniente de Castilla y León, está casado y tiene tres hijos.
Desde muy joven comenzó trabajando en actividades socio-agrícolas, comunitarias y vecinales.
Posteriormente, fue secretario de la Cooperativa Provincial Vinícola de Valencia, delegado de la comarca Requena-Utiel en la Unión Territorial de Cooperativas del Campo y miembro de la Junta Rectora de Caja Rural de la Valencia Castellana.
Años más tarde en 1983, Regino Díez debido a su defensa del campo en la Provincia de Valencia, fue elegido candidato a la alcaldía de Requena como independiente por la dimisión de motivos de salud del que fue alcalde de Requena Tomás Berlanga García, que Regino Díez obtuvo el cargo y fue nombrado el día 24 de abril del año 1983, hasta que en el año 1987 fue sustituido en la alcaldía por Mercedes Peris también del partido independiente.
Actualmente, pertenece como miembro de la AVA-ASAJA (Asociación Valenciana de Agricultores).